# Toma de Monterrey (1864)
La Toma de Monterrey de 1864 tuvo lugar el 29 de agosto de 1864 en la ciudad de Monterrey, Nuevo Leon, México durante la Segunda Intervención Francesa en México entre las fuerzas francesas al servicio del Segundo Imperio Mexicano y las tropas republicanas.